# Tor2web
Tor2web（发音为“Tor to Web”）是一个軟體項目，允许在无需连接到Tor 网络的情況下，从一般浏览器访问Tor 隐藏服务，它是由亚伦·斯沃茨（Aaron Swartz）和维吉尔·格里菲斯（Virgil Griffith）创立的。 

## 历史
Tor 能使人们通過匿名方式使用網際網路（尽管存在已知的弱点）并在“隐藏服务”上发布内容。出于安全原因，这些服务運作於Tor网络中，因此通常只有少数能夠使用可連接至Tor網絡的瀏覽器用戶能夠訪問。 Aaron Swartz和Virgil Griffith在2008年开发了Tor2web，以支持人們通过Tor进行揭發陰謀和其他形式的匿名发布，保證發佈人的身份匿名，同时让更广泛的受众可以访问它们  。在接受Wired采访时，Swartz解释说Tor非常适合匿名发布，但因为它的特點不是用户友好性，因此没有多少人会安装它，他想“開闢一條新路，人们可以使用Tor发布内容以便互联网上的任何人都可以查閱” 。
Swartz和Griffith开发的软件今天被认为是 1.0 版。从那时起，作为GlobaLeaks 项目的一部分，它由Hermes透明度和数字人权中心的Giovanni Pellerano負責维护和开发，并得到了开放技术基金的财政支持。 2.0 版于2011年8月发布，3.0版截至2014年12月处于测试阶段。

## 使用和安全性
与.com 、 .org或.net等典型的頂級域不同，隐藏服务的URL以.onion结尾，并且只有在连接到 Tor 網路时才能访问。 Tor2web 充当隐藏服务和用户之间的代理或中繼，使未连接到 Tor 網路的人可以看到它们。为此，用户需要獲得获取隐藏服务的 URL 并将末尾.onion替换为.onion.to 。
与Tor一样，Tor2web在由个人和组织志願者组成的开放社区所維護的服务器上运行。
Tor2web保留内容发布者的匿名性，但它本身不是匿名工具，除了使用超文本傳輸安全協定（HTTPS） 中继数据外，不为用户提供任何保护。从2.0版开始，隐私和安全警告被添加到通過它訪問的每个网页的标题中，鼓励用戶使用Tor Browser Bundle来保持匿名。